# Vliegveld Weelde
Vliegveld Weelde (ICAO: EBWE) is een reserve NAVO-vliegveld dat zich bevindt tussen Weelde en Weelde-Station in de Belgische provincie Antwerpen.

## Ontstaan
Het reservevliegveld werd aangelegd in het kader van de Koude Oorlog op verzoek van SHAPE (Supreme Headquarters Allied Powers Europe, het centrale commandocentrum van de NAVO). Rond dezelfde tijd werden ook de reservevliegvelden van Bertrix-Jehonville, Oostmalle, Saint-Hubert, Ursel en Zutendaal ingericht. SHAPE bepaalde de criteria waaraan deze alternatieve vliegvelden dienden te voldoen. Met de bouw van het vliegveld in Weelde werd in 1953 begonnen. Hiervoor werden gronden van de gemeente Ravels gebruikt.

## Infrastructuur

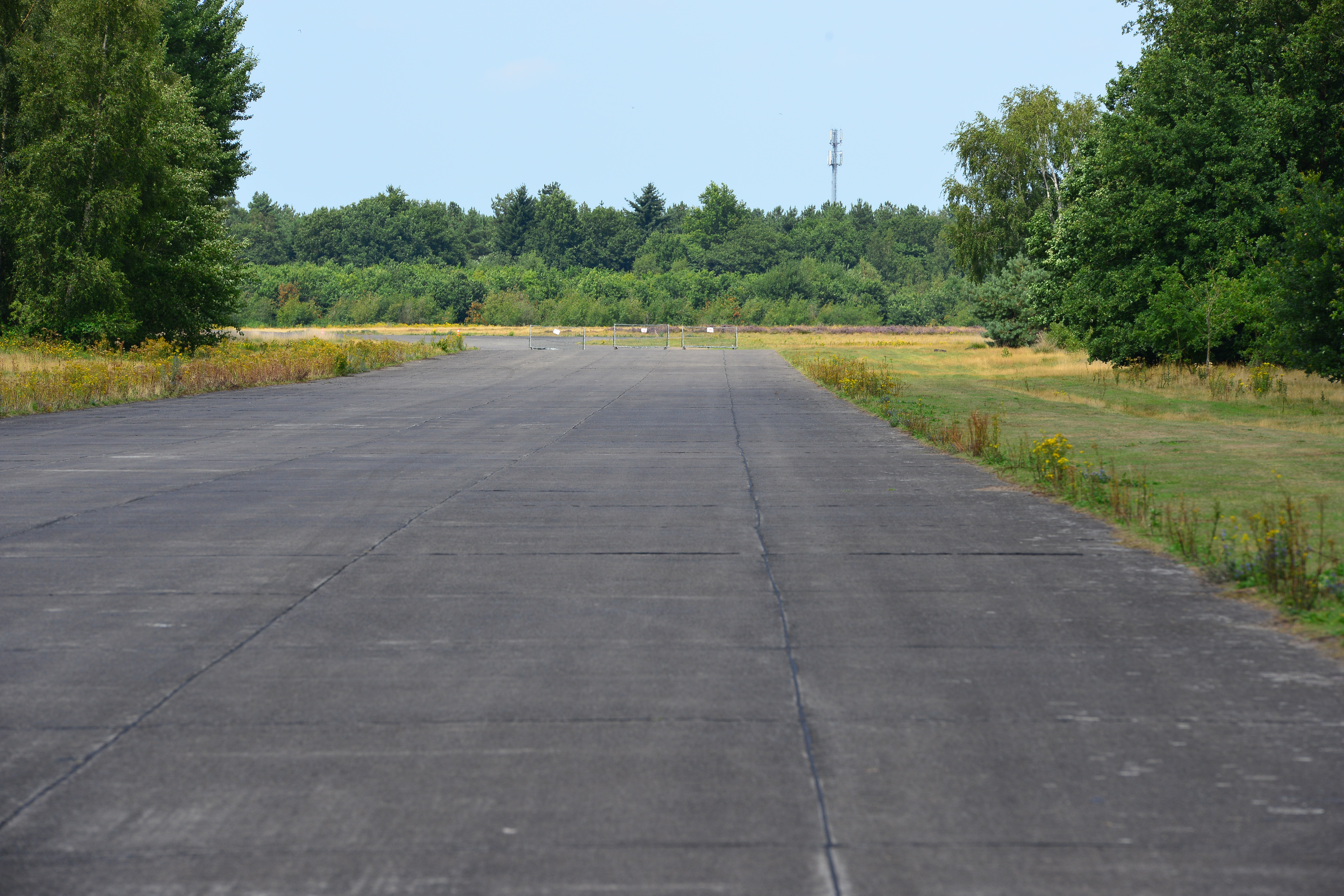
Zicht op de taxiweg die parkeerplaatsen verbindt met de start- en landingsbaan.

De grootste start- en landingsbaan heeft een lengte van 2980 m en een breedte van 45 m. Deze baan werd georiënteerd in de 07/25-richting en bevindt zich op een hoogte van 31 m (105 ft). Parallel aan deze baan werd een 23 m brede en 2428 m lange taxiweg aangelegd die ook als noodlandingsbaan kon gebruikt worden. Tegen het einde van de jaren 80 werden aan de noordzijde van de start- en landingsbaan 17 loodsen opgetrokken, elk met een oppervlakte van 5 000 m².

## Gebruik

### 31ste smaldeel Kleine Brogel
Wegens de gebrekkige infrastructuur van het toen nieuwe Vliegbasis Kleine-Brogel moest de 10e Wing Jachtbommenwerpers op 1 juni 1954 uitwijken naar Weelde. Er was ongeveer 500 man nodig om de straaljagers van het type F84-G Thunderjet en Lockheed T-33 operationeel te houden. Omdat er begin september 1954 een grote NAVO-oefening gepland was, kwamen piloten en ondersteunend personeel van het 23ste en 27ste smaldeel uit Duitsland het personeel in Weelde versterken. De 10e Wing bleef van de basis gebruikmaken tot einde oktober 1954.

### Smaldeel luchtdiensten
Na het gebruik van de basis in het najaar van 1956 door het 4de smaldeel Dagjacht van de 1ste Jachtwing van Bevekom, waarbij 16 toestellen van het type Meteor en 1 Auster bij wijze van proef gedurende vier maanden werden ingezet, werd het vliegveld ingenomen door een garnizoen met een definitief karakter. Dit zogenaamde smaldeel luchtdiensten (Esc Serv Weelde), bestond uit ongeveer 100 man en hield vanaf maart 1957 het vliegveld open voor oefeningen en tussenlandingen. Van juni tot september 1957 waren er verschillende smaldelen te gast. Zij opereerden voornamelijk met toestellen van het type Hunter. De 7de Jachtwing nam op 15 juli 1958 het beheer van het vliegveld over tot de toenmalige Luchtmacht op 1 januari 1959 de beslissing trof om alle vliegoperaties vanaf Weelde te beëindigen en het smaldeel te ontbinden. Ondanks deze beslissing gebruikte het 31ste smaldeel van de 10de Wing Jagerbommenwerpers in 1960 de basis opnieuw voor zes oefensessies.

### De jaren 80
Omdat België van 18 tot en met 27 september 1984 werd ingeschakeld in de Navo-oefening Cold Fire, nam het 1ste smaldeel van Bierset het vliegveld in gebruik. Deze legereenheid had de beschikking over 12 Mirages. Na afloop van deze oefening stond de basis nog ten dienste van 15de Wing van de vliegbasis van Melsbroek. Met toestellen van het type C-130 werden jaarlijks de zogenaamde Herky-oefeningen gehouden. Naast het uitvoeren van precisielandingen en nachtvluchten werden oefeningen met een radarbaken afgewerkt.

### Opslag van militair materieel
De 17 loodsen aan de noordzijde van de basis werden opgericht ten gevolge van een NAVO-richtlijn die voorschreef dat het Amerikaanse materieel preventief op het Europese continent diende bewaard te worden zodat er onmiddellijk kon gereageerd worden bij een conflict. Doordat de dreiging van de Koude Oorlog afnam, kon dit POMS-plan (Prepositioning of Organisational Material Sets) niet volledig verwezenlijkt worden. Op 3 juli 1992 besliste toenmalig minister van Defensie Leo Delcroix om de krijgsmacht in belangrijke mate in te krimpen. Acht loodsen werden dan ook vanaf 10 januari 1994 gebruikt voor het opslaan van overtallige Mirages en F-16's.
Vanaf 1995 kreeg het 97ste Bataljon Logistiek de beschikking over de overige 9 loodsen. Deze eenheid gebruikte de gebouwen voor het bewaren van voertuigen en aanhangwagens, met het oog op de verkoop ervan. Van 2004 tot 2007 fungeerde Weelde nog als tussentijdse bewaarplaats voor gemoderniseerde F-16's, bestemd voor Jordanië. In oktober 2009 maakte toenmalig minister van Defensie Pieter De Crem een transformatieplan bekend, waarin onder meer de verkoop van de ondertussen lege loodsen voorzien werd.

### Andere oefeningen
Het vliegveld werd tussendoor ook gebruikt voor andere operaties. Zo werden er vanaf 1998 tweejaarlijkse oefeningen gehouden waarbij zowel straalvliegtuigen, transporttoestellen als helikopters betrokken werden.
Van 16 juni 2011 tot 24 juni 2011 werd de basis onder meer gebruikt door de Special Forces. Deze kleine eenheid van het Belgische leger, met als voornaamste taak het inwinnen van informatie, nam samen met 250 Belgische en Nederlandse militairen deel aan de NAVO-oefening Lowlands 2011. Alhoewel de leiding van de hele operatie gebeurde vanuit de Nederlandse vliegbasis van Woensdrecht, werd Weelde mee ingeschakeld om F-16's, C-130's en helikopters van het type Apache en Agusta A109 in te zetten.

### Recreatief gebruik
De zweefvliegclubs Koninklijke Kempische Aeroclub en Vlaamse Zweefvliegacademie delen het vliegveld met de Luchtcadetten van België.

## Ongevallen
Tijdens een kennismakingsvlucht met een zweefvliegtuig op 16 juni 2001 bracht een regenbui de piloot en zijn passagier in moeilijkheden. Het toestel verloor plots hoogte en kwam in aanraking met een boom in de omgeving van de landingsbaan, waarna het neerstortte. De passagier liep een ernstig rugletsel op.
Op 12 juni 2010 stortte een zweefvliegtuig van het type PIK-20D neer na het optrekken met een sleepkabel die verbonden was met een lier. Het toestel raakte, na een steile duik, de grond met een snelheid van meer dan 200 km/u. De piloot overleefde de crash niet. Uit onderzoek door de Air Accident Investigation Unit, een onderdeel van de Federale Overheidsdienst Mobiliteit en Vervoer, bleek dat de piloot tijdens het assembleren van het vliegtuig de bedieningskabel van het hoogteroer niet of slecht had bevestigd.
Op 21 april 2014 kwam een zweefvliegtuig op het gras naast de landingsbaan terecht toen het tijdens het landen de laatste 10 meter naar beneden viel. Bij deze crash verloor het vliegtuig zijn staartstuk. De brandweer van Ravels haalde de piloot en zijn passagier uit het wrak. Hun verwondingen waren ernstig, maar niet levensgevaarlijk.
Op 15 juli 2019 raakte een zweefvliegtuig in een overtrek terecht op lage hoogte. Het vliegtuig maakte een val van 15 meter waarna het opnieuw botste en een tiental meter verder neerkwam.

## Natuurgebied
Tussen 2003 en 2008 werd het natuurbeheer van het gebied waargenomen door het LIFE-project DANAH, een samenwerkingsverband tussen de Federale Overheidsdienst Defensie en het Agentschap voor Natuur en Bos. De voornaamste doelstelling van dit project was het herstellen van heide en heischrale graslanden rond de landingsbaan en de taxiweg. Dit doel werd gerealiseerd door het rooien van bomen tussen en rond de beide banen en het opnieuw vrijmaken van een ven.
Het natuurbeheer op het militair domein wordt verder bepaald door een natuur- en bosbeheerplan dat nog loopt tot en met 2030. Volgens het Agentschap voor Natuur en Bos vormt het domein een gepaste leefomgeving voor kwetsbare en bedreigde soorten broedvogels zoals de veldleeuwerik, boomleeuwerik en boompieper. Ook roofvogels zoals de buizerd, wespendief, torenvalk en boomvalk worden er vaak aangetroffen.